# Riblja Čorba
Riblja Čorba (traducere la propriu: ciorba de pește) este o formație cunoscută de rock din Belgrad, Serbia.

## Discografie

### Studio
- Kost u grlu (1979)
- Pokvarena mašta i prljave strasti (1981)
- Mrtva priroda (1981)
- Buvlja pijaca (1982)
- Večeras vas zabavljaju muzičari koji piju (1984)
- Istina (1985)
- Osmi nervni slom (1986)
- Ujed za dušu (1987)
- Priča o ljubavi obično ugnjavi (1988)
- Koza nostra (1990)
- Labudova pesma (1992)
- Zbogom, Srbijo (1993)
- Ostalo je ćutanje (1996)
- Nojeva barka (1999)
- Pišanje uz vetar (2001)
- Ovde (2003)
- Minut sa njom (2009)
- Uzbuna! (2012)
- Da tebe nije (2019)

#### EPs
- Trilogija 1: Nevinost bez zaštite (2005)
- Trilogija 2: Devičanska ostrva (2006)
- Trilogija 3: Ambasadori loše volje (2006)

### Live
- U ime naroda (1982)
- Nema laži, nema prevare - Zagreb uživo `85	 (1995)
- Od Vardara pa do Triglava (1996)
- Od Vardara pa do Triglava (1996)
- Beograd, uživo '97 - 1 (1997)
- Beograd, uživo '97 - 2 (1997)
- Gladijatori u BG Areni (2008)
- Niko nema ovakve ljude! (2010)
- Koncert za brigadire (2012)
- Čorba se čuje i bez struje (2015)

### Membri
- Bora Đorđević - voce (1978 - prezent)
- Miša Aleksić - bas (1978 - prezent)
- Vicko Milatović - tobe/percutie (1978 - 1982, 1984 - prezent)
- Rajko Kojić - chitari (1978 - 1984)
- Momčilo Bajagić - chitari (1979 - 1984)
- Vladimir Golubović - tobe/percutie (1982 - 1984)
- Vidoja Božinović - chitari (1984 - prezent)
- Nikola Čuturilo - chitari (1984 - 1989)
- Zoran Ilić - chitari (1989 - 1996)
- Vlada Barjaktarević - pian (1993 - 2002)
- Nikola Zorić - pian (2002 - prezent)